# 사무엘
사무엘(Samuel, 히브리어: שְׁמוּאֵל)은 구약성경의 사무엘서에 등장하는 유대의 예언자이자, 이스라엘 역사 중 판관(사사) 시대의 사실상 최후의 사사(판관)이다. 이름의 뜻은 히브리어로 '구하다'이다. 사사(판관)가 활동한 시대의 말기에서 통일이스라엘 왕국 초기에 걸쳐 활약했다.
에브라임 사람 엘가나와 한나 사이에서 태어나, 어릴 적부터 나실인으로 야훼께 바쳐졌다. 사무엘은 실로의 대제사장 엘리 밑에서 성장하며 예언자로서의 소명을 받았다. 그는 블레셋과의 전투에서 종교적, 군사적 지도력을 발휘하며 이스라엘의 통합과 정체성을 지키는 데 중요한 역할을 했다. 또한, 이스라엘 최초의 왕 사울을 기름부어 세우고, 그의 뒤를 이어 다윗을 왕으로 세우는 데 기여했다. 사무엘은 예언자, 판관, 제사장의 역할을 모두 겸비한 인물로, 신명기 역사가들에 의해 이상화된 인물로 묘사된다. 그의 죽음 이후에도 그의 영향력은 지속되어, 사울 왕이 엔돌의 무녀를 통해 그의 영혼을 소환했던 이야기가 전해진다.

## 생애

### 가계
아버지는 에브라임 산지에서 살던 에브라임 사람인 엘가나, 어머니는 한나이다. 엘가나는 라마다임 지역의 숩 지파 출신으로 알려져 있다(사무엘상 1:1–2). 엘가나의 족보는 고핫 자손의 계보(역대상 6:3–15)와 그의 손자로 추정되는 에스라 사람 헤만의 계보(역대상 6:18–33)에도 기록되어 있다.
역대기의 족보에 따르면, 엘가나는 레위 지파에 속했으나, 사무엘상에서는 직접적으로 언급되지 않는다. 엘가나가 에브라임 사람으로 불린 것은, 레위인이 다른 지파에 속한 것으로 기록된 다른 예와 유사하다(판관기 17:7).
엘가나에게는 두 아내가 있었는데, 한 명은 한나이고 다른 한 명은 브닌나였다(사무엘상 1:1–28). 브닌나는 여러 자녀를 두었지만, 한나는 아이를 갖지 못했다. 그럼에도 불구하고 엘가나는 한나를 특별히 사랑했으며, 이는 브닌나의 질투를 불러일으켰다. 브닌나는 한나가 자녀가 없다는 사실을 비웃어 한나에게 큰 고통을 안겨주었다. 엘가나는 경건한 사람이었으며, 가족을 이끌고 실로에 있는 성소로 주기적으로 순례를 다녔다.
사무엘의 출생 이야기는 사무엘상 1장에 기록되어 있다. 한나는 야훼께 간절히 기도하며 아들을 주신다면 그를 야훼께 나실인으로 바치겠다고 서원했다. 한나는 눈물을 흘리며 기도했으며, 실로 성소의 문설주 밑에 앉아 있던 대제사장 엘리는 처음에 한나가 술에 취한 것으로 오해했으나, 곧 그녀의 진심을 깨닫고 축복하였다. 엘리는 실로의 제사장이자 고대 이스라엘의 왕 통치 이전의 마지막 이스라엘 판관 중 한 명이었다. 그는 삼손의 죽음 이후 판관직을 이어받은 인물이다. 엘리는 그녀를 축복하고 한나는 집으로 돌아갔다. 이후 한나는 임신하여 아들을 낳았고, 그 이름을 사무엘이라 지었다. 이는 "내가 야훼에게 구하였다"는 의미에서 유래되었다. 그러나 언어학적으로 사무엘은 "야훼의 이름" 또는 "야훼께 들음"이라는 뜻도 될 수 있다. 성서학자, 역사학자들 중에는 이 이야기가 원래 사울의 출생을 다루던 이야기였으나, 후대에 다윗과 사무엘의 지위를 강화하기 위해 수정되었다고 해석하는 이들도 있다.
사무엘이 젖을 떼자, 한나는 자신의 서원을 지키기 위해 사무엘을 실로 성소의 엘리에게 맡겼다. 사무엘은 엘리 밑에서 자라났고, 한나는 때때로 아들을 방문하였다.

### 야훼를 처음 만남
야훼는 사무엘이 어릴 때 그를 불렀다. 이때 사무엘은 엘리 제사장이 자신을 불렀다고 생각하고 엘리에게 여러번 가지만, 엘리는 야훼가 사무엘을 부르불렀다는 사실을 직감하고 사무엘에게 "주님, 저에게 말씀하십시오. 주님의 종이 듣겠습니다."라고 말하라고 했다. 그러자 야훼는 자기를 두려워하지 않고 비행을 일삼는 엘리의 두 아들 홉니와 비느하스를 심판하겠다고 하신다. 엘리가 두 아들이 야훼께 드릴 제물을 횡령하고, 성전에서 봉사하는 여성을 성폭행하는 등 죄를 지었음에도 바로잡지 못했기 때문이다.

### 예언자와 지도자가 되다

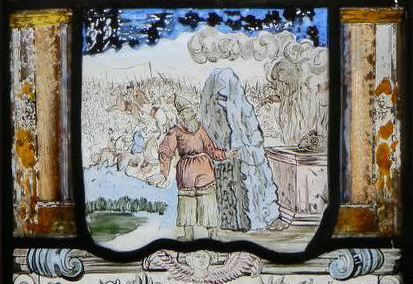
18세기 스테인드글라스(포르투갈 페나 궁전)에 묘사된 장면. 사무엘이 야훼에게 제사를 드리고 전투 현장에 큰 돌을 세우는 장면을 배경으로 이스라엘 백성이 블레셋인을 학살하는 모습이 그려져 있다.

사무엘이 점점 장성하자, 야훼는 그와 함께하여 사무엘이 말한 것이 다 이루어지도록 했다고 기록되어있다. 그래서 단에서 브엘세바에 이르는 모든 이스라엘 사람들이 사무엘을 야훼께서 세우신 예언자임을 믿었다(삼상 3:19,20). 그동안 블레셋은 에벤에셀 전투에서 이스라엘에게 결정적인 패배를 안기고, 그 땅을 지배하게 되었다. 블레셋은 성소의 법궤마저 빼앗았다. 이 소식을 들은 엘리는 자신의 두 아들이 전사했다는 사실과 법궤가 빼앗긴 충격으로 쓰러져 죽었다. 블레셋인들이 7개월 동안 법궤를 소유했지만, 각종 재앙과 불행에 시달린 끝에 결국 법궤를 이스라엘에게 돌려주기로 결정했다.
사무엘은 이스라엘이 블레셋에 패배하고 점령당한 시기에도 종교적 유산과 정체성을 유지하는 데 중요한 역할을 했다. "사무엘이 제사장, 예언자, 사사의 역할을 동시에 수행하는 것이 필요했을 수도 있다"는 분석 역시 제기된다.
20년간 블레셋에게 지배를 받은 이후, 사무엘은 전국적으로 예언자로서 명성을 얻게 되었고(사무엘상 3:20), 백성을 미스바 언덕에 소집해 블레셋과의 전쟁을 이끌었다. 블레셋은 새로 집결한 이스라엘 군대를 공격하기 위해 미스바로 진군했지만, 사무엘의 지휘 아래 이스라엘에게 대패하고 공포에 휩싸여 도망쳤다. 도망치던 블레셋 군은 이스라엘 군에게 대거 학살당했다. 이후 사무엘은 전투 현장에 큰 돌을 세워 그 승리를 기념하였고, 그 뒤로 긴 평화의 시대가 이어졌다.

### 사울 왕을 세움
사무엘은 처음에 자신의 두 아들인 요엘과 아비야를 후계자로 세웠다. 그러나 그들이 엘리의 두 아들과 마찬가지로 아버지와는 달리 뇌물을 받고 불공정한 판결을 내리자, 이스라엘 백성은 그들을 거부하였다. 당시 블레셋 등 외부 부족의 위협이 심각했기에, 이스라엘의 부족장들은 보다 통합된 중앙정부의 필요성을 느꼈다. 그래서 그들은 사무엘에게 다른 민족들처럼 왕을 세워달라고 요구했다. 사무엘은 이를 개인적인 거절로 받아들였고 처음에는 망설였으나, 야훼의 계시를 통해 안심하고 왕을 세우기로 했다. 그러나 왕정제도의 부정적 결과 역시 경고하였다. 이를 신정정치와 왕정의 갈등에 대한 기억을 반영하는 것으로 해석하기도 한다.
사울이 아버지의 잃어버린 나귀를 찾으러 다니던 중, 그의 하인은 근처에 있는 사무엘에게 조언을 구하자고 제안했다. 사무엘은 사울이 미래의 이스라엘 왕이 될 인물임을 알아보았다. 사무엘은 은퇴하기 전, 길갈에서 백성들을 소집하고 고별 및 즉위 연설을 했다. 그는 예언자와 판관이 왕보다 더 중요하며, 왕도 책임을 져야 하고, 백성이 우상숭배—특히 아세라나 바알 숭배—에 빠지지 말아야 한다고 강조했다. 사무엘은 만약 백성이 야훼에게 불순종하면 외세의 침략을 받을 것이라고 경고했다. 이스라엘은 이후 아세라 숭배에 빠졌다는 기록이 열왕기상 11장 5절, 33절과 열왕기하 23장 13절에 나타난다.

### 사울의 불순종과 다윗에게 기름 부음

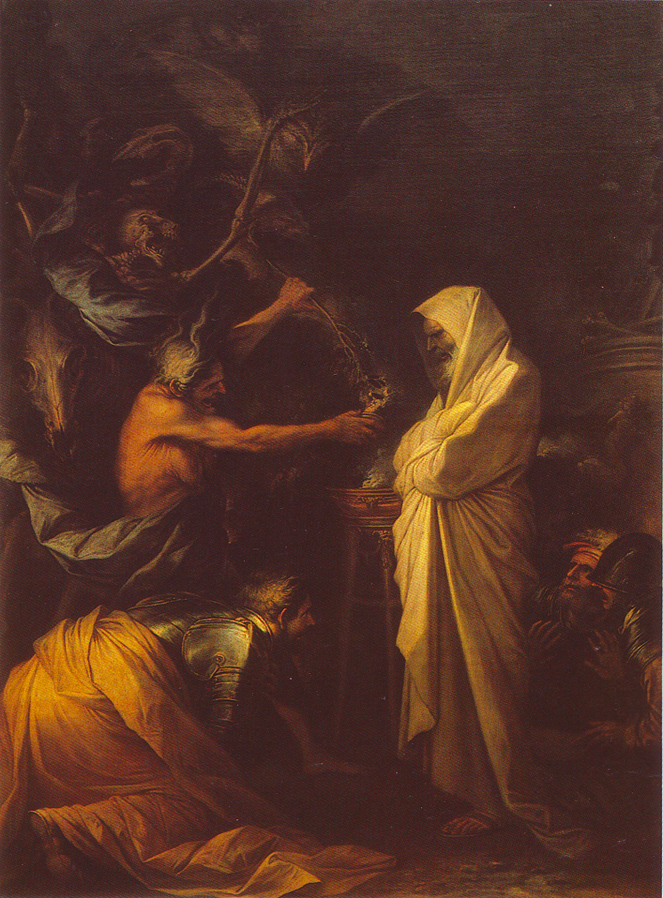
사울에게 나타난 사무엘의 환영. 살바토르 로사의 1668년 그림.

사울이 블레셋과의 전투를 준비하던 중, 사무엘은 사울이 사무엘이 도착하기를 기다리지 않고 전투 전 제사를 스스로 진행한 것을 질책했다. 사무엘은 이 불순종으로 인해 사울의 왕위가 세습되지 않을 것이라고 예언했다.

또한 사무엘은 사울에게 아말렉 족속을 완전히 멸하라는 야훼의 명령(신명기 25:17–19)을 전달했다.
"네 하나님 여호와께서 네게 주시는 기업으로 받을 땅에서 네 모든 대적에게서 벗어나 안식을 얻거든… 너는 아말렉의 이름을 천하에서 지워버리라." (신명기 25:19), 개역개정
그러나 사울은 아말렉과의 전투에서 아말렉 왕 아각과 양과 소 등 좋은 가축을 살려두었다. 사울은 사무엘에게 이 가축을 야훼에게 제물로 바치기 위해 남겨두었다고 해명했지만, 이는 사무엘이 전한 야훼의 명령, 즉 "남녀와 소아와 젖 먹는 아이와 소와 양과 낙타와 나귀를 죽이라"(사무엘상 15:3)는 명령을 어긴 것이었다. 이를 명예욕과 탐욕을 채우기 위해 한 것으로 해석하기도 한다.
사무엘은 사울의 불순종을 질책하며, 야훼가 사울을 왕으로 세웠지만 그만큼 쉽게 폐위시킬 수 있음을 경고했다. 이후 사무엘은 사울이 남겨둔 아각을 직접 처형했다. 이 사건 이후 사울은 다시는 사무엘을 살아서 보지 못했다.
이후 사무엘은 사울을 위해 더이상 슬퍼하지 말고, 새로 왕을 세우라는 야훼의 명령을 듣고는 야훼의 뜻에 따라 제사를 드린다는 명분으로, 이새를 찾아가서는 여덟 아들들을 불러내서 살펴보았지만 야훼의 마음에 드는 자들은 없었고, 베들레헴으로 가서 홀로 양을 치던 이새의 막내아들 다윗을 왕으로 기름부었다. 별로 주목받지도 못한 막내아들을 왕으로 기름부은 이유는 사무엘이 이새의 아들들의 잘생긴 외모의 유혹을 받자, 야훼가 "사람은 사람의 겉모습만으로 판단하지만, 야훼은 사람의 겉모습이 아닌, 사람의 마음가짐을 본다"고 말씀했기 때문이다. 나중에 사무엘은 사울이 다윗을 죽이려 할 때, 다윗이 피신할 수 있도록 도왔다.

### 죽음

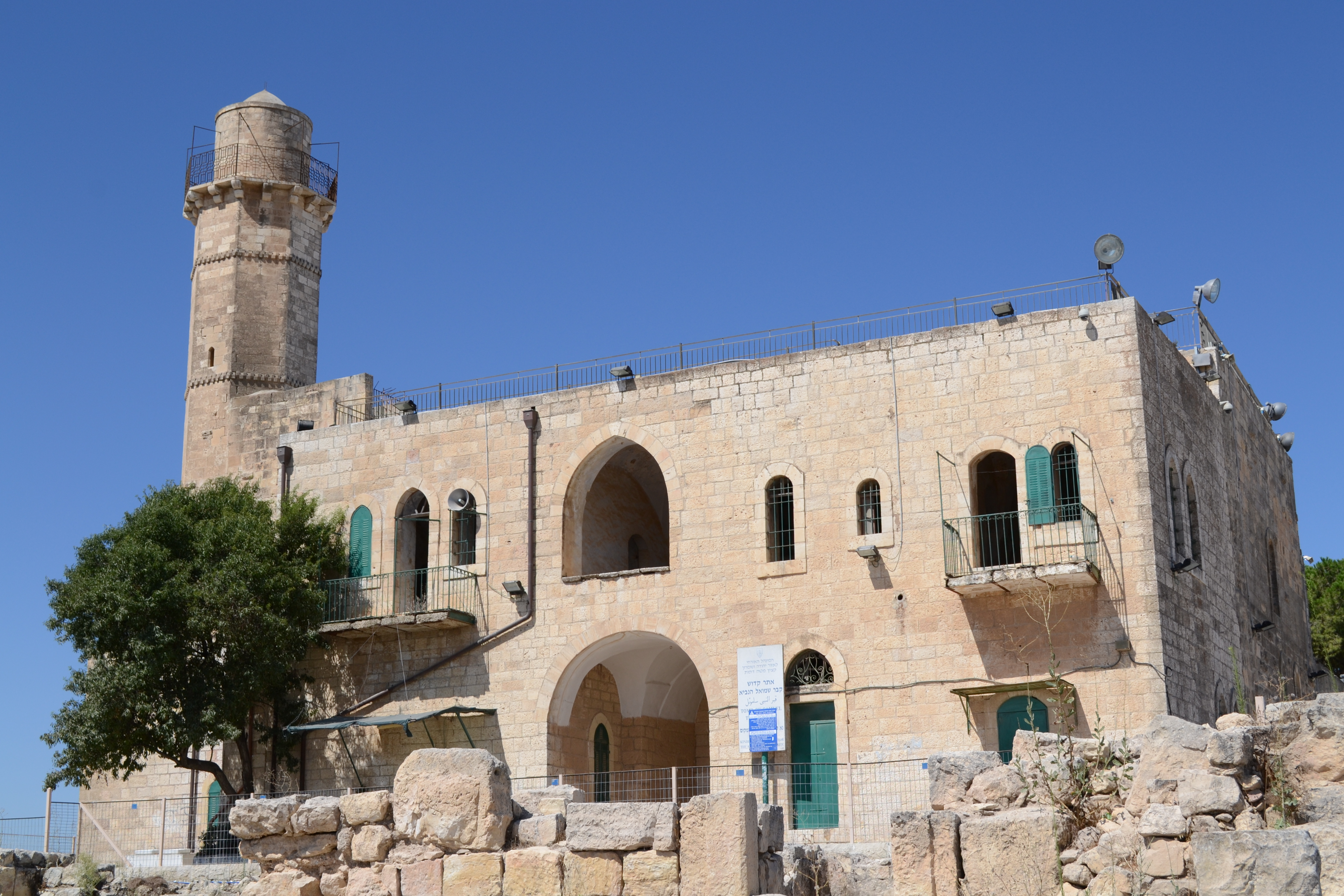
사무엘의 무덤

이후 사무엘은 라마에 있는 자신의 집에서 죽어 묻혔고 다윗은 바란 광야로 내려갔다.(사무엘상25:1) 전통적으로 사무엘이 묻힌 장소는 현재 요르단강 서안 지구의 나비 사무일 마을에 있는 사무엘의 무덤으로 여겨진다.
사무엘이 사망한 후, 사울 왕은 다가오는 전투의 결과를 알기 위해 엔돌의 무녀를 찾아가 셰올에 있는 사무엘의 영혼을 불러올리게 했다(사무엘상 28:3–24). 사무엘은 사울이 자신을 불러낸 것에 분노했고, 야훼가 이미 사울을 버리셨다고 경고했다.

## 성서비평학

### 민족적 예언자와 지역적 선견자
성서학 및 역사학에서는 성경에서 묘사된 사무엘을 두 가지 서로 다른 역할을 결합한 인물로 보고 있다.
1. 라마에 거주하는 선견자  성경은 사무엘에 대해 예언자(선지자)에 대한 옛 표현이라며 "선견자"라고 설명한다. 라마(라마다임소빔)를 중심으로 한 선견자로서, 라마 인근 지역을 벗어난 곳에서는 거의 알려지지 않은 인물이 사무엘의 모델 중 하나로 해석된다. 이 견해는 사울은 사무엘의 존재를 몰랐고, 그의 종이 사무엘을 소개했다는 점에 근거를 둔다. 선견자로서 사무엘은 기브아, 벧엘, 길갈에 있는 음악적 황홀경 상태의 예언자 무리(네비임)와 연관되어 있으며, 전통적 견해의 경우 사무엘이 이러한 네비임 집단의 창시자였다고 본다. 선견자 사무엘은 라마에서 사울을 비밀리에 왕으로 기름부었으며, 이는 사울이 아버지의 잃어버린 나귀를 찾던 중 처음 만났을 때였다. 또한 사울에게 음식을 대접하였다.
2. 실로를 중심으로 활동한 예언자  예언자 사무엘은 전국을 순회하며 백성을 훈계하고, 회개를 촉구하는 역할을 했다. 이 역할에서 그는 판관으로서 공개적으로 국가를 지도하고, 개인에게는 사적인 조언을 제공하였다. 사무엘은 이 역할을 브엘세바의 아들들에게 위임했으나, 그들은 부패하여 공정하지 못한 재판을 하였다. 이에 암몬 족속의 침략 위협 속에서 이스라엘 백성은 왕정을 요구하였고, 사무엘은 마지못해 이를 수용하여 사울을 온 백성 앞에서 왕으로 기름부었다.

자료비평 방법론에 기반한 분석은 사무엘을 선견자로 적는 자료와 예언자로 적는 자료가 서로 다른 출처에서 유래했으며, 후대에 이를 하나로 엮어 사무엘기로 편집한 것으로 본다. 가장 오래된 출처에서는 사무엘을 기꺼이 사울을 비밀리에 왕으로 세운 라마의 지역적 선견자로 묘사하는 반면, 후대 출처는 사무엘을 민족적 지도자로 묘사하며 마지못해 사울을 전체 백성 앞에서 왕으로 세우는 내용을 적고 있던 것으로 보는 것이다. 이때 후자의 출처는 일반적으로 공화주의적 출처(Republican source)로 알려져 있으며, 왕정을 부정적으로 묘사하고(특히 사울의 행동) 종교적 인물들을 선호한다. 반대로, 왕정적 출처(Monarchial source)는 왕정을 긍정적으로 묘사하며, 사울이 군사적 승리로 인해 대중의 환호를 받아 왕으로 선출되었음을 강조한다. 두 출처의 또 다른 차이점은 공화주의적 출처가 황홀경 상태의 예언자들을 사무엘과 독립된 존재로 취급하는 반면, 왕정적 출처는 이들이 사무엘의 지도 하에 있다고 본다는 점이다.
사무엘이 라마에서 벧엘, 길갈, 미스바로 순회하며 판관의 역할을 했다는 내용(사무엘상 7:15–17)은 드보라가 라마와 벧엘 사이의 종려나무 아래에서 재판을 내렸다는 내용과 유사하다. 이를 두고 사무엘의 두 가지 모습을 조화시키고자 하는 후대의 편집의 결과로 보기도 한다.
사무엘서는 사무엘이 여러 성소에서 제사를 드리고, 제단을 건립 및 성별했다는 내용을 포함하고 있다. 그러나 신명기 법전이나 제사장 법전에 따르면, 오직 아론 계열의 제사장이나 레위인만이 이러한 행위를 할 수 있었다. 나실인이나 예언자라는 것으로는 이러한 법전의 내용을 만족시키지 못한다. 사무엘기와 열왕기에는 왕과 예언자들이 이러한 규정을 따르지 않는 사례가 다수 등장하지만, 역대기는 사무엘을 레위인으로 묘사하여 이 문제를 해결하고자 했다. 그러나 자료비평은 역대기를 사무엘서와 열왕기를 후대 종교적 감수성에 맞게 수정한 것으로 본다. 대부분의 현대 학자들은 역대상 4장에 나오는 사무엘의 레위 지파 계보를 역사적 사실로 보지 않는다.

### 신명기적 사무엘
자료비평의 대표적인 가설인 문서가설에서는 "신명기 역사가"들이 여호수아, 판관기, 사무엘서, 열왕기를 편집하면서 사무엘을 영웅적 인물로 이상화한 것으로 본다. 일례로 사무엘의 아버지 엘가나는 에브라임 지파의 라마다임소빔 출신으로 묘사되지만, 역대기에서는 레위인으로 기록되어 있다.
사무엘은 판관으로서 군사적 지도력을 발휘하고, 사법적 역할도 수행하였다. 사무엘상 12장 6–17절에는 사무엘이 이스라엘을 구원하기 위해 야훼가 보낸 판관임을 나타내는 연설이 나오는데, 이는 신명기 역사가들이 작성했을 가능성이 있다. 사무엘상 9장 6–20절은 사무엘을 선견자(seer)로 묘사한다. 문서설에 따르면 신명기 역사가들은 사무엘에 대한 이러한 견해를 유지하면서 사무엘을 "이스라엘이 야훼와의 언약을 지키지 못한 것을 지적한 최초의 선지자"로 기록했는데, 모세의 역할(예언자, 사사, 제사장)을 계승한 이상적인 인물로 묘사되어 사무엘의 역사적 실체를 추적하는 것을 더 어렵게 만든다.

## 같이 보기
- 사무엘기